# РК Ловћен
Рукометни клуб Ловћен, црногорски је рукометни клуб из Цетиња, који се тренутно такмичи у Првој лиги Црне Горе. Освојио је титулу првака Црне Горе девет пута, шест пута је завршио на другом мјесту, док је 12 пута освојио Куп Црне Горе и два пута је играо финале.
Основан је 1949. године.

## Историја
Рукометни клуб Ловћен је основан почетком 1949. године. Први значајнији успех клуба су остварили омладинци када су 1979. били вицешампиони Југославије. Клуб по први пут обезбеђује пласман у Прву савезну лигу Југославије у сезони 1987/88.
У сезони 1997/98. клуб је дошао до финала Купа СР Југославије, где је поражен од Црвене звезде, док је у Првој лиги завршио на 3. месту. Следећу сезону завршава на 2. месту у првенству. Ловћен у сезони 1999/00. остварује до тада највећи успех у историји клуба поставши првак Југославије, док већ наредне сезоне 2000/01. осваја и дуплу круну, а у Лиги шампиона стиже до четвртфинала.
Након стицања независности Црне Горе 2006, клуб од сезоне 2006/07. наставља такмичење у Првој лиги Црне Горе, а већ у тој првој сезони осваја дуплу круну. Наредне две сезоне Ловћен завршава сезону као вицепрвак. У сезони 2009/10. клуб је играо финале Купа Црне Горе, али је поражен.
У сезони 2011/12. клуб је учествовао у регионалној СЕХА лиги, а право на учешће је стекао као вицепрвак Црне Горе у претходној сезони, сезону је завршио на десетом месту. Исте сезоне Ловћен је постао првак Црне Горе, а затим је у финалу Купа победио Мојковац са 32 : 19 и тако постала прва екипа која је освојила дуплу круну у Црној Гори.

## Успеси
| Такмичење                 | Такмичење                 | Број                      | Година |                           |                           |
| Национално првенство — 13 | Национално првенство — 13 | Национално првенство — 13 | Национално првенство — 13                                                                                  | Национално првенство — 13 | Национално првенство — 13 |
| ------------------------- | ------------------------- | ------------------------- | --- | ------------------------- | ------------------------- |
| Првенство СР Југославије  | Првак                     | 2                         | 1999/00, 2000/01.                                                                                          |                           |                           |
| Првенство СР Југославије  | Други                     | 4                         | 1996/97, 1998/99, 2001/02, 2002/03.                                                                        |                           |                           |
| Првенство Црне Горе       | Првак                     | 11                        | 2006/07, 2011/12, 2012/13, 2013/14, 2014/15, 2017/18, 2018/19, 2019/20, 2020/21, 2022/23, 2023/24          |                           |                           |
| Првенство Црне Горе       | Други                     | 6                         | 2007/08, 2008/09, 2010/11, 2015/16, 2016/17, 2021/22                                                       |                           |                           |
| Национални куп — 14       |                           |                           | |                           |                           |
| Куп СР Југославије        | Победник                  | 2                         | 2001/02, 2002/03.                                                                                          |                           |                           |
| Куп СР Југославије        | Финалиста                 | 2                         | 1997/98, 2000/01.                                                                                          |                           |                           |
| Куп Црне Горе             | Победник                  | 12                        | 2006/07, 2009/10, 2010/11, 2011/12, 2012/13, 2013/14, 2014/15, 2016/17, 2017/18, 2019/20, 2020/21, 2021/22 |                           |                           |
| Куп Црне Горе             | Финалиста                 | 2                         | 2006/07, 2015/16                                                                                           |                           |                           |